# Kejkubad II.
Kejkubad II. (staro anatolsko turško كیقباد, perzijsko علاء الدين كيقباد بن كيخسرو‎, ʿAlāʾ ad-Dīn Kayqubād bin Kaykhusraw) je bil najmlajši od treh sinov seldžuškega sultana Ruma Kejhusreva II., * 1239, † 1257. 
Kot sin njegove najljubše žene, gruzijske princese Tamar, je bil izbran za očetovega naslednika. Bil je telesno šibak in ob očetovi smrti star komaj sedem let.

## Vladanje
Vezir Šams al-Din Isfahani je poskušal pred Mongoli obraniti vsaj del seldžuške suverenosti, zato je na prestol posadil Kejkubada in njegova starejša brata Kejkavusa II. in Kilič Arslana IV.
Leta 1254 so Mongoli zahtevali, da pride takrat devetnajst let star Kejkavus k velikemu kanu Mongkeju. Bratje so se na posvetu v Kayseriju odločili, da bo namesto njega odšel Kejkubad. Potovanje v mongolsko prestolnico Karakorum bi lahko bilo naporno, zato je Kejkubad z odhodom odlašal najmanj do leta 1256. Takrat je začel perzijski poveljnik mongolske vojske Bajdžu Nojan zbirati konjenike za vdor v Anatolijo in svetoval bratom, naj izpolnijo kanovo zahtevo. Na poti v Karakorum so nekega dne našli Kejkubada mrtvega. Za njegov umor je bil obtožen vezir Baba Tugraj iz njegovega spremstva, vendar ni bil nikoli obsojen. Pokopali so ga nekje med Anatolijo in Mongolijo.

## Vir
- Claude Cahen.  Pre-Ottoman Turkey: a general survey of the material and spiritual culture and history. Prevod  J. Jones-Williams. New York: Taplinger, 1968. str. 271-277.

| Kejkubad II. Seldžuška dinastijaRojen: 1239 Umrl: 1257 |                                  |                             |
| Vladarski nazivi                                       |                                  |                             |
| Predhodnik: Kejhusrev II.                              | Sultan Sultanata Rum 1249 – 1257 | Naslednik: Kilič Arslan IV. |